# گرگ و میش احترام
گرگ و میش احترام (به انگلیسی: Twilight of Honor) فیلمی در ژانر درام به کارگردانی بوریس ساگال است که در سال ۱۹۶۳ منتشر شد.

## بازیگران
- ریچارد چمبرلین
- نیک آدامز
- کلود رینس
- جوآن بلکمن
- جیمز گرگوری
- جویی هدرتون
- جانت نولان
- لیندا ایوانز
- دان بری